# کارولتن (ویرجینیا)
کارولتن (به انگلیسی: Carrollton) یک منطقهٔ مسکونی در ایالات متحده آمریکا است که در ویرجینیا واقع شده‌است. کارولتن ۱۵٫۰ کیلومتر مربع مساحت و ۴٬۵۷۴ نفر جمعیت دارد و ۶٫۷۱ متر بالاتر از سطح دریا واقع شده‌است.